# Sarah Hammer
Sarah Kathryn Hammer (Redondo Beach, Califòrnia, 18 d'agost de 1983) és una ciclista nord-americana especialista en persecució i òmnium. Campiona del món diversos cops, va aconseguir dues medalles de plata als Jocs Olímpics de Londres, i dues més, també de plata, als Jocs de Rio.

## Palmarès
- 2006
  -  Campiona del món de persecució individual
- 2007
  -  Campiona del món de persecució individual
- 2010
  -  Campiona del món de persecució individual
  - Campiona als Campionats Panamericans en persecució individual
  - Campiona als Campionats Panamericans en persecució per equips (amb Dotsie Bausch i Lauren Tamayo)
  - Campiona als Campionats Panamericans en Òmnium
- 2011
  -  Campiona del món de persecució individual
- 2012
  -  Medalla de plata als Jocs Olímpics de Londres en Òmnium
  -  Medalla de plata als Jocs Olímpics de Londres en Persecució per equips (amb Dotsie Bausch i Jennie Reed)
- 2013
  -  Campiona del món de persecució individual
  -  Campiona del món d'Òmnium
- 2014
  -  Campiona del món d'Òmnium
- 2015
  - Medalla d'or als Jocs Panamericans en Òmnium
  - Campiona als Campionats Panamericans en Òmnium
  - Campiona als Campionats Panamericans en persecució per equips (amb Kelly Catlin, Jennifer Valente i Ruth Winder)
- 2016
  -  Medalla de plata als Jocs Olímpics de Rio de Janeiro en Òmnium
  -  Medalla de plata als Jocs Olímpics de Rio de Janeiro en Persecució per equips (amb Kelly Catlin, Chloe Dygert i Jennifer Valente)
  -  Campiona del món en Persecució per equips (amb Kelly Catlin, Chloe Dygert i Jennifer Valente)

### Resultats a laCopa del Món
- 2002
  - 1a a Sydney, en Puntuació
- 2005-2006
  - 1a a Los Angeles, en Persecució
  - 1a a Manchester, en Puntuació
  - 1a a Los Angeles, en Scratch
- 2006-2007
  - 1a a Los Angeles, en Persecució
  - 1a a Los Angeles, en Puntuació
  - 1a a Los Angeles, en Scratch
- 2009-2010
  - 1a a Cali, en Persecució
- 2010-2011
  - 1a a Cali i Manchester, en Òmnium
- 2011-2012
  - 1a a Cali i Londres, en Òmnium
- 2012-2013
  - 1a a la Classificació general i a la prova d'Aguascalientes, en Òmnium
- 2013-2014
  - 1a a Aguascalientes, en Òmnium
- 2016-2017
  - 1a a Cali, en Scratch